# (6027) Waratah
(6027) Waratah es un asteroide perteneciente al cinturón de asteroides, región del sistema solar que se encuentra entre las órbitas de Marte y Júpiter, descubierto el 23 de septiembre de 1993 por Gordon J. Garradd desde el Observatorio de Siding Spring, Nueva Gales del Sur, Australia.

## Designación y nombre
Designado provisionalmente como 1993 SS2. Debe su nombre al waratah, un arbusto nativo de Nueva Gales del Sur que es a su vez el emblema foral del estado.

## Características orbitales
Waratah está situado a una distancia media del Sol de 2,202 ua, pudiendo alejarse hasta 2,545 ua y acercarse hasta 1,859 ua. Su excentricidad es 0,155 y la inclinación orbital 5,648 grados. Emplea 1193,95 días en completar una órbita alrededor del Sol.

## Características físicas
La magnitud absoluta de Waratah es 12,8. Tiene 7,091 km de diámetro y su albedo se estima en 0,271. 